# Belgiens Grand Prix 1956
Belgiens Grand Prix 1956 var det fjärde av åtta lopp ingående i formel 1-VM 1956.  

## Resultat
- 1 Peter Collins, Ferrari, 8 poäng
- 2 Paul Frère, Ferrari, 6
- 3 Cesare Perdisa, Maserati[1], 2
- = Stirling Moss, Maserati[1], 2+1
- 4 Harry Schell, Vanwall, 3
- 5 Luigi Villoresi, Scuderia Centro Sud (Maserati), 2
- 6 André Pilette, Ferrari
- 7 Jean Behra, Maserati
- 8 Louis Rosier, Ecurie Rosier (Maserati)

### Förare som bröt loppet
- Juan Manuel Fangio, Ferrari (varv 23, transmission)
- Maurice Trintignant, Vanwall (11, bränslesystem)
- Stirling Moss, Maserati[2] (10, hjul)
- Eugenio Castellotti, Ferrari (10, transmission)
- Piero Scotti, Piero Scotti (Connaught-Alta) (10, motor)
- Horace Gould, Gould's Garage (Maserati) (2, växellåda)
- Paco Godia, Maserati (0, olycka)

### Förare som ej startade
- Mike Hawthorn, Maserati (drog sig tillbaka)